# Mimon cozumelae
Mimon cozumelae — вид родини листконосові (Phyllostomidae), ссавець ряду лиликоподібні (Vespertilioniformes, seu Chiroptera).

## Середовище проживання
Країни поширення: Беліз, Колумбія, Коста-Рика, Гватемала, Гондурас, Мексика, Нікарагуа, Панама. Зустрічається тільки в низинах. Зустрічається в сухих і напівлистопадних лісах, а також зрілих вічнозелених лісах.  

## Звички
Біологія його відома мало. Зазвичай сідала лаштує групами від 2 до 20 у вапнякових печер (більшість захоплень зроблені в або навколо сідал). Є повідомлення про сідала від 15 до 20 особин в порожнистих колодах. Ймовірно, підбирає видобуток з рослинності. Їсть жуків. Маленькі ящірки і коники, також приймаються. єдине маля народжуються на початку сезону дощів.

## Загрози та охорона
Не відомо.